# Like Water for Chocolate
A 2000-es Like Water for Chocolate Common negyedik nagylemeze. Az előadó számára kereskedelmi és kritikai áttörést jelentett. Az első héten 70 ezer példányban kelt el. 2000. augusztus 11-én kapta meg a RIAA arany minősítését. A The Light videóklipjét gyakran játszották az MTV-n.
Az album borítóján Gordon Parks 1956 Albama című fotója, amely egy alabamai néger nőt ábrázol, aki templomba menet egy "Colored Only" feliratú ivókútból iszik.
A The Light-ot 2001-ben jelölték a legjobb rap szólóelőadói teljesítményért járó Grammy-díjra. Az album szerepel az 1001 lemez, amit hallanod kell, mielőtt meghalsz című könyvben.

## Az album dalai
|     | Cím                                   | Szerző(k)                                                                                             | Hossz |
| --- | ------------------------------------- | --- | ----- |
| 1.  | Time Travelin' (A Tribute to Fela)    | Lonnie Lynn, Michael Archer, Ahmir Thompson, James Poyser, James Yancey                               | 6:37  |
| 2.  | Heat                                  | Lonnie Lynn                                                                                           | 3:41  |
| 3.  | Cold Blooded                          | Lonnie Lynn, Ahmir Thompson, Michael Archer, Rahzel Brown, Tariq Trotter, Kelo Saunders               | 4:58  |
| 4.  | Dooinit                               | Lonnie Lynn, James Yancey                                                                             | 3:37  |
| 5.  | The Light                             | Lonnie Lynn, James Yancey, Bobby Caldwell, Norman Harris, Bruce Malament                              | 4:21  |
| 6.  | Funky for You                         | Lonnie Lynn, James Yancey, James Poyser, Bilal Oliver                                                 | 5:55  |
| 7.  | The Questions                         | Lonnie Lynn, James Yancey, James Poyser, Dante Smith                                                  | 4:09  |
| 8.  | Time Travelin' Reprise                | Lonnie Lynn, Michael Archer, Ahmir Thompson, James Poyser, James Yancey                               | 1:33  |
| 9.  | The 6th Sense                         | Lonnie Lynn, Bilal Oliver, C. Martin, Kejuan Muchita, Albert Johnson                                  | 5:19  |
| 10. | A Film Called (Pimp)                  | Lonnie Lynn, James Yancey, Bilal Oliver                                                               | 6:05  |
| 11. | Nag Champa (Afrodisiac for the World) | Lonnie Lynn, James Yancey                                                                             | 5:10  |
| 12. | Thelonius                             | Lonnie Lynn, James Yancey, Titus Glover, R.L. Altman III                                              | 4:41  |
| 13. | Payback Is a Grandmother              | Lonnie Lynn, James Yancey, James Brown, Fred Neslay, John Starks                                      | 4:30  |
| 14. | Geto Heaven Part Two                  | Lonnie Lynn, Michael Archer, Ahmir Thompson, James Poyser, Peter Lord, Sandra S. Victor, Vernon Smith | 5:18  |
| 15. | A Song for Assata                     | Lonnie Lynn, James Poyser, Thomas Burton                                                              | 6:48  |
| 16. | Pop's Rap III... All My Children      | Lonnie Lynn Sr., Erykah Badu, A. Scott, Karriem Riggins, Fela Kuti                                    | 5:09  |

## Fordítás
Ez a szócikk részben vagy egészben a Like Water for Chocolate (album) című angol Wikipédia-szócikk ezen változatának fordításán alapul.  Az eredeti cikk szerkesztőit annak laptörténete sorolja fel. Ez a jelzés csupán a megfogalmazás eredetét és a szerzői jogokat jelzi, nem szolgál a cikkben szereplő információk forrásmegjelöléseként.